# ポクロフカ (オクチャブリスキー地区)
ポクロフカ（ロシア語: Покровка）はロシア連邦東部の沿海地方にあり、オクチャブリスキー地区の中心に位置する町。人口は10,360人（2010年全ロシア国勢調査）。